# Arthritica hulmei
Arthritica hulmei är en musselart som beskrevs av Winston F. Ponder 1965. Arthritica hulmei ingår i släktet Arthritica och familjen Lasaeidae. Inga underarter finns listade i Catalogue of Life.